# Unterägeri
Unterägeri je obec ve švýcarském kantonu Zug. Leží na břehu jezera Ägerisee, 7 kilometrů jihovýchodně od hlavního města Zugu. Žije zde přibližně 8 900 obyvatel.

## Geografie
Unterägeri se nachází na západním konci jezera Ägerisee (hladina jezera 724 m n. m.) na toku řeky Lorze, jihovýchodně od města Zug. Stará vesnice (Oberdorf) leží na úpatí masivu Wilerbergu, poněkud stranou od odtoku jezera, na staré silnici z Zugu do Schwyzu (hlavní silnice č. 381). Od poloviny 20. století se obec rozvíjí jako rezidenční čtvrť pro převážně pracující obyvatelstvo blízkých městských aglomerací.

## Historie

Letecký pohled na obec s jezerem (1954)

Politická obec Unterägeri existuje teprve od roku 1798, ale historie Unterägeri, dříve nazývané Wilägeri nebo Wilen, začíná dříve.
Stopy lidského osídlení v údolí Ägeri lze vysledovat již kolem roku 2000 př. n. l. v neolitu. K nejstarším obyvatelům napovídají místní a polní názvy i ojedinělé nálezy půdy. V 6. století se v údolí Ägeri usadili Alamani, kteří do Švýcarska pronikli ze severu. Údolí Ägeri následně několikrát změnilo majitele a částečně patřilo klášteru Fraumünster v Curychu, klášteru Einsiedeln a Habsburkům.
Dne 15. listopadu 1315 vytáhla habsburská vojska z Zugu údolím Ägeri proti konfederátům. Bitva u Morgartenu na jezeře Ägeri nakonec skončila drtivou porážkou Habsburků. V roce 1352 se město a úřad Zug a s ním i údolí Ägeri připojily ke konfederaci, ale teprve koncem 17. století se obyvatelé údolí Ägeri zbavili všech habsburských a klášterních majetkových nároků. Následovalo církevní a politické oddělení Unterägeri od Oberägeri. Proto byl od roku 1856 podle plánů Ferdinanda Stadlera postaven vlastní kostel.
V 19. století začala v Unterägeri industrializace, která využívala vodní sílu řeky Lorze. S industrializací prudce vzrostl počet obyvatel. Rozvoj Unterägeri v lázně ke konci 19. století kompenzoval pomalý úpadek průmyslu.
Po druhé světové válce, po dlouhém období stagnace, začal počet obyvatel opět skokově růst, takže ve druhé polovině 20. století se počet obyvatel Unterägeri zdvojnásobil.
V březnu 2022 získalo Unterägeri již popáté certifikát „energetického města“ (Energiestadt).

## Obyvatelstvo
| Rok            | 1660 | 1798 | 1836 | 1850 | 1900 | 1950 | 2000 |
| Počet obyvatel | 625  | 906  | 1459 | 2243 | 2593 | 3340 | 7179 |

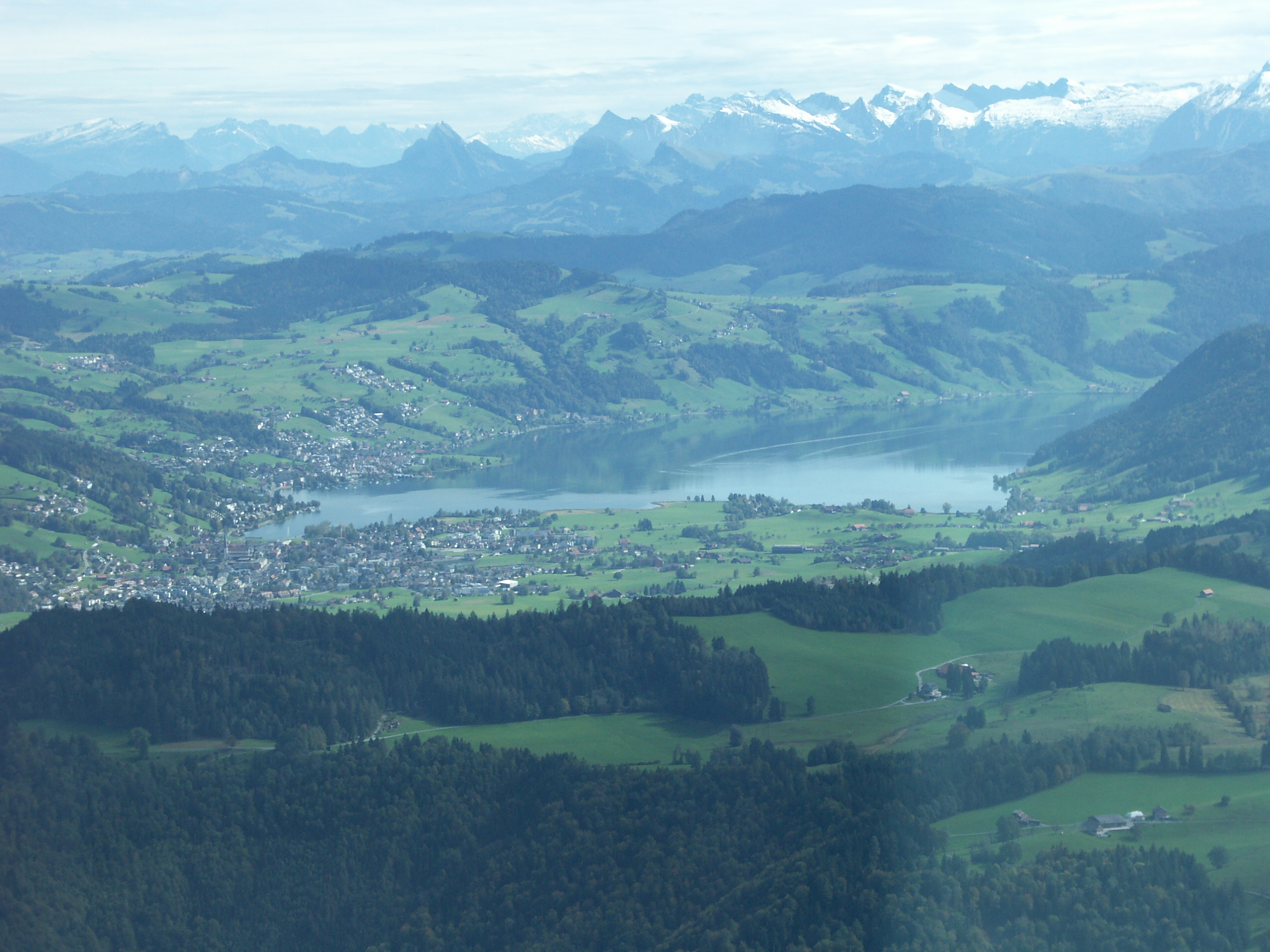
Obec s jezerem Ägerisee

K 31. prosinci 2021 v obci žilo 9010 obyvatel. Počet obyvatel se výrazně zvýšil zejména po druhé světové válce. V roce 2007 činil podíl cizinců 25,8 %.

## Doprava
Unterägeri leží na hlavní silnici číslo 381. Do Unterägeri se lze dostat autobusovou linkou 1 (Zug–Oberägeri) společnosti Zugerland Verkehrsbetriebe. 
V letech 1912 až 1954 jezdila z Zugu přes Unterägeri do Oberägeri tramvajová linka.

## Osobnosti
- Marcel Aregger (* 1990), švýcarský cyklista